# Physalis peruviana
Physalis peruviana L. è una pianta arbustiva della famiglia delle Solanacee.
Il nome italiano del frutto è alchechengi peruviano o uciuva (traslitterazione italiana dallo spagnolo andino uchuva). Viene anche chiamato alchechengio giallo, ribes del Capo (dall'inglese Cape gooseberry) o erroneamente frutto della passione, confondendolo con i frutti del genere Passiflora, a cui non appartiene. Si può chiamare anche fisaglia, ma questo termine include generalmente anche i frutti di altre specie di genere Physalis.

## Descrizione

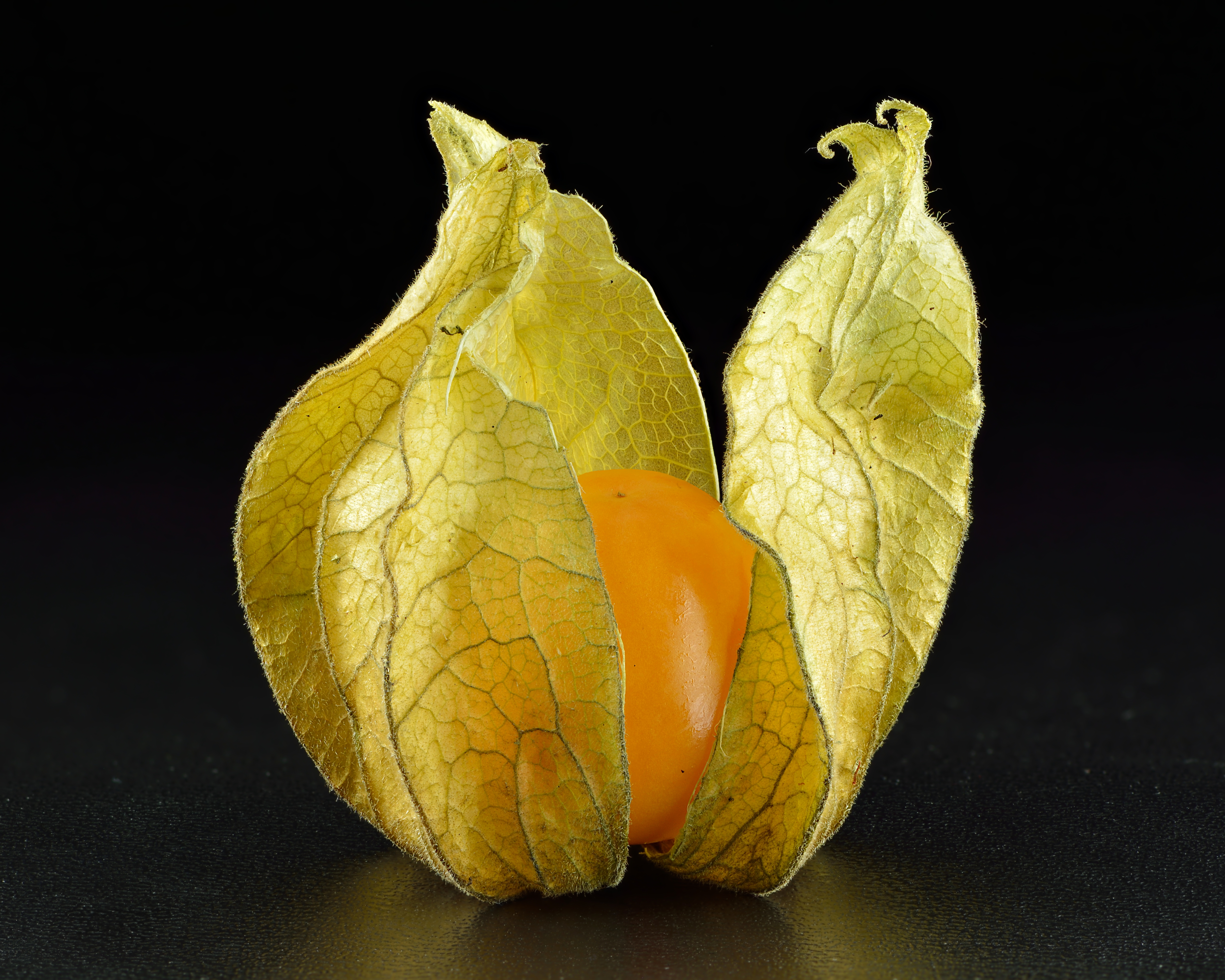
Frutto

Il frutto presenta una forma rotondeggiante, di colore giallo, dolce e piccolo (tra 1,25 e 2 cm di diametro), il cui aroma può essere descritto come un pomodoro dolce con retrogusto di ananas e vaniglia. Si può mangiare sia da solo che sotto forma di conserva mediante sciroppo, nei preparati dolciari e assieme ad altri frutti dolci.
L'arbusto di Physalis peruviana si caratterizza per possedere un tipo di ramificazione a foglie "pendenti", e normalmente cresce fino a un metro d'altezza, anche se esistono casi in cui la potatura, il rinvaso e la buona cura possono farle raggiungere fino a due metri d'altezza. Per quanto riguarda i fiori, essi risultano essere gialli e con forma a campana, questo è molto importante perché permette una più facile impollinazione da parte degli insetti e dal vento.

## Distribuzione e habitat
La specie è diffusa in Bolivia e Brasile occidentale.

## Usi
Nonostante la sua conoscenza risalga al periodo precolombiano (soprattutto nelle zone andine ove era un alimento tradizionale), è stato descritto soltanto in tempi recenti. Oggigiorno ha conquistato molti mercati nell'Unione Europea e negli Stati Uniti. I principali Paesi consumatori sono l'Inghilterra e la Germania. Attualmente si coltiva in Perù, Colombia, Ecuador, California, Sudafrica, Australia, Kenya, Egitto, India, Caraibi, Asia e Hawaii. La pianta è anche coltivata e consumata in Turchia, ove è conosciuta con il nome di altın çilek cioè "fragola d'oro", anche se assomiglia più ad una ciliegia. È molto usata per fare il tè, marmellate e per guarnire torte; viene consumata come frutta.
In Italia i frutti dell'alchechengio si possono trovare in alcune farmacie e parafarmacie sotto forma di bacche disidratate e in qualche supermercato. Sono di importazione e provengono generalmente dalla Colombia. Raramente l'alchechengio viene coltivato in Italia, ma esistono tentativi locali di diffusione su piccola scala.
Si può consumare da sola o nelle insalate, fornendo così un gusto agrodolce ai cibi. In alcuni Paesi come Colombia e Perù si stanno già sviluppando industrie per ricavare prodotti quali marmellate, yogurt, dolci, gelati, liquori. Inoltre servono anche da elemento decorativo (ha la stessa forma delle ciliegie) nelle torte e nei dolci. Possiede un medio contenuto di proteine, vitamine e sali minerali.
Inoltre l'arbusto di Physalis peruviana viene utilizzato per proteggere il suolo dall'erosione: infatti, grazie alla sua crescita robusta ed espansiva, tende a ricoprire vaste zone di terreno.